# جعفرآباد (سده)
جعفرآباد روستایی در دهستان سده بخش سده شهرستان قائنات استان خراسان جنوبی ایران است. بر پایه سرشماری عمومی نفوس و مسکن در سال ۱۳۹۰ جمعیت این روستا ۱۳۹ نفر (در ۵۰ خانوار) بوده‌است.